# Calasaguen
Calasaguen
es un barrio rural  del municipio filipino de primera categoría de Punta de Brook perteneciente a la provincia  de Paragua en Mimaro,  Región IV-B.

## Geografía
El municipio de Punta de Brook (Brooke's Point) se encuentra situado 215 kilómetros (134 millas) al sur de Puerto Princesa en la parte continental de la isla de Paragua, concretamente  en su costa occidental que da frente al mar de la China Meridional.
Linda al norte con el municipio de Alfonso XIII (Quezón) situado en la costa occidental de la isla; al suroeste con el municipio de Bataraza en la costa oriental; al nordeste con el municipio de Sofronio Española también situado en la costa oriental; y al noroeste con el  municipio Punta Baja (Rizal), en la costa oeste.
Este barrio de Calasaguen se sitúa en el extremo  nordeste  del  municipio en la franja costera.
Su término linda al nordeste con el barrio de Pulot perteneciente al municipio de Sofronio Española; al nordeste con el barrio de Bunog perteneciente al municipio de Punta Baja (Rizal) y de Quinlogán del municipio de Alfonso XIII (Quezón); y al suroeste con el barrio de Maasín de La Paragua.

### Demografía
El barrio  rural  de Calasaguen contaba  en mayo de 2010 con una población de 2.803 habitantes.

## Historia
Maasín formaba parte de la provincia española de  Calamianes, una de las 35 del archipiélago Filipino, en la parte llamada de Visayas. Pertenecía a la audiencia territorial  y Capitanía General de Filipinas, y en lo espiritual a la diócesis de Cebú.
En 1858 la provincia  fue dividida en dos provincias: Castilla,  Asturias,  en el sur,  con Puerto Princesa como capital y con el territorio de los actuales municipios de Aborlan, Narra, Quezón, Sofronio Española, Punta de Broke, Rizal y Bataraza; y la pequeña isla de Balábac.
Este barrio pasa a formar parte de la provincia de Asturias, formada por un único municipio, Puerto Princesa, del que en 1910 se segrega  Aborlán.
En virtud de la Orden Ejecutiva número 232, suscrita por el entonces presidente Elpidio Quirino el 28 de junio de 1949, fue creado el municipio de Punta de Brooke.
Los términos de los actuales municipios de Bataraza, Sofronio Española y partes de los de Punta Baja (Rizal), creado el 14 de abril de 1983 con el nombre de Marcos, y Alfonso XIII (Quezón), creado en 1951, fueron segregados de su término.